# 五目並べ

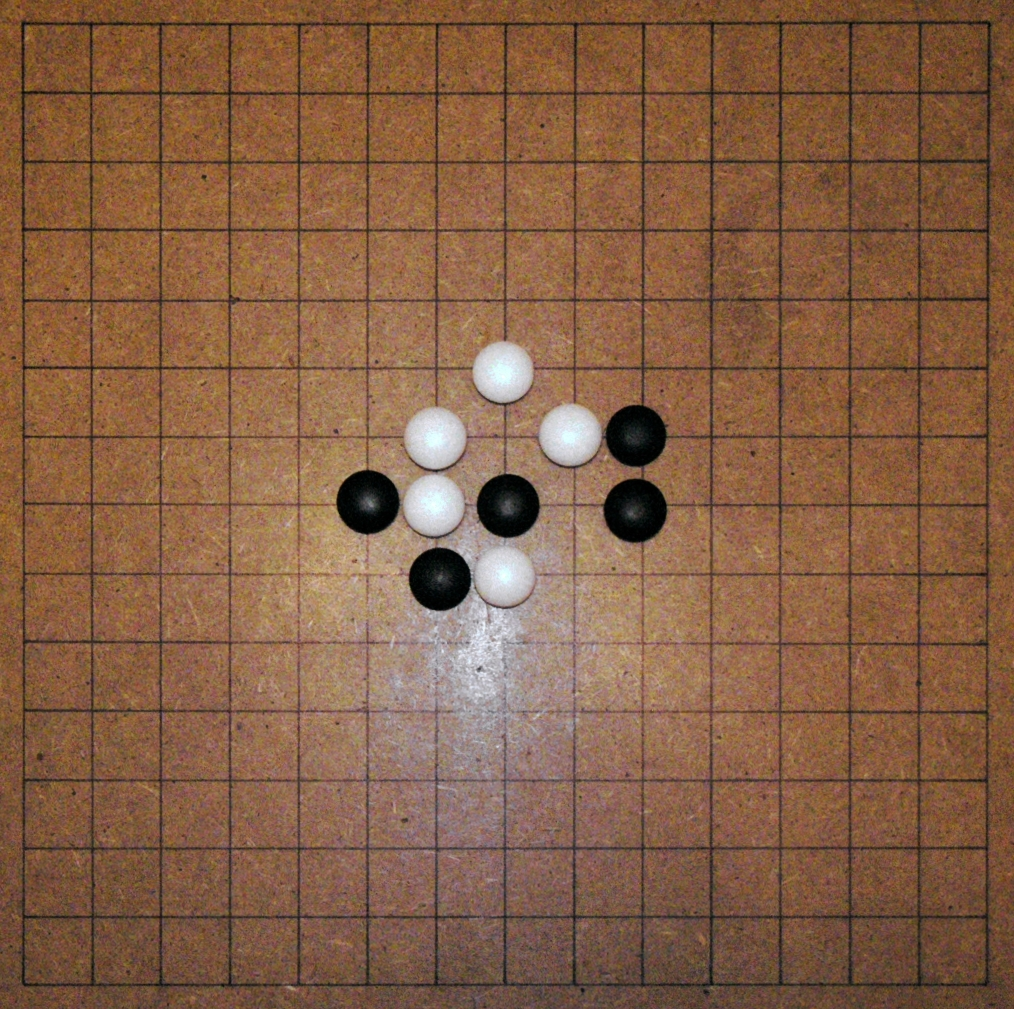
五目ならべの石と盤面

五目並べ（ごもくならべ）とは、2人で行うボードゲームの一種。囲碁の道具を用いて行う簡単なゲームで、盤上に交互に石を置いていき、先に石を直線状に5個並べることを競う。

## 概要
囲碁同様、2人のプレイヤーが碁盤の上に黒・白の石1つずつ交互に置く。置く場所は原則として自由である。いったん置いた石は除かれない。先に自らの色の石を5個直線（縦、横、45度の斜め）に並べた方が勝ちである。
正式ルールや大会、広く一般に認められた団体などは存在しない。日本以外にも知られており、ゲームが行われることがある（なお、五目並べのルールに制限を付けて先手・後手の均衡をとったものに連珠があり、こちらには団体があり段級制度や名人戦、世界大会などが存在する）。
禁手のない五目並べは、両者が最善手を指し続けた場合、先手必勝となる。明治時代の1899年に黒岩涙香が必勝法を発見している。二人零和有限確定完全情報ゲームに分類される。
歴史については、連珠項目内に記載があるので参照のこと。

## 用語
三「活三」ともいう。どちらかが3個直線で並べ、両端ともが止まって（その先に相手の石が置いてあるか、版の端に当たっていること）おらず、放置すると四連になる手のこと。間がひとつあいた三を飛び三といい、三と同じ効果がある。
四「活四」ともいう。どちらかが4個直線で並べること。片端が止まっていてもよい。放置すると、相手は次の手で五連（5個直線で並べること）をつくり勝負が決まる。間がひとつあいた四を飛び四といい、四と同じ効果がある。
長連どちらかが6個～9個直線で並ぶこと。長連でも勝ちとする場合と、長連では勝ちにならない場合がある。
四連「達四」「棒四」ともいう。どちらかが4個直線で並んでおり、両端が空いている状態。相手は片方を止めてももう片方で五連となるため、これを先に作った側の勝ちが確定する。
三三どちらかが三を違う角度で同時に2つ作ること。相手は同時に2つの三を同時に止められないことが多いため、ほとんどの場合作った側の勝ちが確定する（ただし、放置しておいても次に打つ手では四ができるだけなので、以降の手で相手がどこかに四を作り続けていれば止めることができる場合がある）。三三を作ることが禁じ手とされることもある。
四三どちらかが三と四を違う角度で同時に作ること。相手は三と四を同時に止められないことが多いため、ほとんどの場合作った側の勝ちが確定する（ただし、四の方を止めたことによって自分が四になった場合は、止めることができる場合がある）。
四四どちらかが四を2つ同時に作ること。相手は2つの四を同時に止めることができないので、四四を作った側は勝ちが確定する。一直線上にできることもある。

## 類似のゲーム
- 三目並べ
- 連珠 - 五目並べに黒に禁手を課し、開局規定などでルールを均等にしたゲーム。
- 囲連星 - 囲碁と五目並べを組み合わせたゲーム
- コネクト6 - 1手目以外両者2個ずつ石を置き、石を6個先に並べたほうが勝ち
- 四目並べ - 重力付き四目並べで、交互にコマを下から積み重ねるゲーム。
- セルゴ（宇宙遊泳） - セルゴは長谷川五郎（オセロ開発者）が考案した、10×9路盤を使った移動五目並べ。宇宙遊泳はソクラテス盤（2つのゾーンのある10×9盤）を使ったセルゴの変則タイプのゲーム。